# No.6 Collaborations Project
No.6 Collaborations Project là album phòng thu thứ tư của nam ca sĩ kiêm người viết bài hát người Anh Ed Sheeran. Album được phát hành vào ngày 12 tháng 7 năm 2019 bởi Asylum Records và Atlantic Records. Album là sản phẩm tiếp nối của đĩa mở rộng No. 5 Collaborations Project phát hành năm 2011 của Sheeran, và có sự tham gia của một loạt các nghệ sĩ khách mời như Justin Bieber, Camila Cabello, Travis Scott, Eminem, 50 Cent, Cardi B, Paulo Londra, Young Thug và Bruno Mars, cùng với các ca sĩ nhạc rap người Anh Stormzy, J Hus và Dave. Album được mở đường nhờ các đĩa đơn "I Don't Care" với Bieber, "Cross Me" hợp tác với Chance the Rapper và PnB Rock, "Beautiful People" hợp tác với Khalid, "Best Part of Me" hợp tác với Yebba, "Blow" cùng với Chris Stapleton và Mars, "Antisocial" với Scott, "South of the Border" hợp tác với Cabello và Cardi B, và "Take Me Back to London" hợp tác với Stormzy. Album ra mắt ở vị trí quán quân trên các bảng xếp hạng UK Albums Chart và US Billboard 200.

## Bối cảnh
Sheeran thông báo về album vào ngày 23 tháng 5 năm 2019. Album là sự tiếp nối của đĩa mở rộng mới nhất trong loạt năm EP của anh, No. 5 Collaborations Project (2011). Trong một bài đăng trên Instagram, anh cho biết: "Trước khi tôi ký hợp đồng vào năm 2011, tôi đã làm một EP có tựa đề No.5 Collaborations Project. Kể từ đó trở đi, tôi luôn muốn làm thêm một cái nữa, nên tôi bắt đầu No.6 trên máy tính xách tay của mình khi tôi đang đi lưu diễn vào năm ngoái. Tôi là một người hâm mộ cuồng nhiệt của tất cả những nghệ sĩ mà tôi đã từng hợp tác và chúng tôi rất vui vẻ khi làm điều đó."
Đây là album phòng thu thứ tư của anh, tuy nhiên Sheeran lại mô tả nó là một album tổng hợp. Sheeran công bố danh sách bài hát của album vào ngày 23 tháng 5 năm 2019, nhưng tên của tất cả những nghệ sĩ hợp tác trong những bài hát chưa được phát hành đều bị gỡ bỏ khỏi danh sách. Danh sách gồm 15 bài hát, nhiều hơn so với ba album phòng thu trước đó của anh vốn chỉ bao gồm 12 bài. Danh sách bài hát với đầy đủ tên của tất cả các nghệ sĩ khách mời được tiết lộ vào ngày 18 tháng 6 năm 2019.
Trong một cuộc phỏng vấn với Charlamagne tha God, Sheeran cho biết phiên bản hát lại bài hát "Lady Marmalade" trong bộ phim Moulin Rouge! đã truyền cảm hứng để anh thực hiện album.

## Phát hành
No.6 Collaborations Project được phát hành vào ngày 12 tháng 7 năm 2019. Album có sẵn để đặt trước vào ngày 23 tháng 5 năm 2019.

## Các đĩa đơn
"I Don't Care", một ca khúc hợp tác với Justin Bieber, được phát hành thành đĩa đơn mở đường cho album vào ngày 10 tháng 5 năm 2019, dù rằng album chưa được công bố vào thời điểm đó. Ca khúc đánh dấu lần hợp tác thứ ba của Sheeran với Bieber, và cũng là lần hợp tác đầu tiên mà cả hai nghệ sĩ đều biểu diễn trong cùng một ca khúc.
"Cross Me" được phát hành thành đĩa đơn thứ hai từ album vào ngày 24 tháng 5 năm 2019. Vào ngày 20 tháng 5 năm 2019, Sheeran đăng tải một bức ảnh chứa tựa đề của bài hát trên tài khoản Instagram của mình. Bức ảnh có ghi tên của hai nghệ sĩ tham gia hợp tác, những tên của họ bị gạch đi. Một câu hỏi được đưa ra trong phần chú thích của bức ảnh: "Bạn có thể đoán xem ai sẽ xuất hiện trong [ca khúc] tiếp theo không?". Hai nghệ sĩ hợp tác sau đó được tiết lộ là Chance the Rapper và PnB Rock.
"Beautiful People", hợp tác với Khalid, được Sheeran xác nhận là đĩa đơn thứ ba từ album vào ngày 23 tháng 6 năm 2019. Ngày 25 tháng 6 năm 2019, Sheeran đăng tải trên tài khoản Instagram một video trong đó Khalid đang ghi âm một phần của bài hát. Ngày 26 tháng 6 năm 2019, video Sheeran đang thể hiện một phần bài hát theo phong cách acoustic được đăng tải. Ca khúc được phát hành vào ngày 28 tháng 6 năm 2019.
Đĩa đơn thứ tư, "Best Part of Me" hợp tác với Yebba, được phát hành cùng với "Blow" vào ngày 5 tháng 7 năm 2019. Sheeran công bố về việc phát hành bài hát vào ngày 4 tháng 7 năm 2019.
Đĩa đơn thứ năm từ album, "Blow" với Chris Stapleton và Bruno Mars, được phát hành vào ngày 5 tháng 7 năm 2019. Sheeran thông báo về bài hát và việc ra mắt video âm nhạc vào ngày 30 tháng 6 năm 2019.
"Antisocial", một ca khúc hợp tác với ca sĩ nhạc rap Travis Scott, được phát hành thành đĩa đơn thứ sáu từ album vào ngày 12 tháng 7 năm 2019. Sheeran thông báo ngày phát hành của đĩa đơn vào ngày 11 tháng 7 năm 2019.

## Giải thưởng và đề cử
| Năm  | Giải thưởng | Hạng mục                      | Kết quả      | Nguồn  |
| ---- | ----------- | ----------------------------- | ------------ | ------ |
| 2020 | Giải Grammy | Album giọng pop xuất sắc nhất | Chưa công bố | [ 24 ] |

## Diễn biến thương mại
No.6 Collaborations Project ra mắt ở vị trí số một trên bảng xếp hạng US Billboard 200 với 173.000 đơn vị album tương đương, trong đó có 70.000 bản là album thuần. Đây là album quán quân thứ ba tại Hoa Kỳ của Sheeran.
Tại Anh Quốc, album ra mắt ở vị trí quán quân trên bảng xếp hạng Official Albums Chart với 125.000 đơn vị album tương đương, trở thành album bán được nhanh nhất của năm 2019 (tính đến ngày 23 tháng 7 năm 2019). Trong tuần đầu phát hành, No.6 Collaborations Project đạt doanh số 57.000 bản đĩa vật lý, 18.000 lượt tải xuống và 70,2 triệu lượt stream các ca khúc tại Anh. Đây là album quán quân thứ tư của Sheeran ở quốc gia này.
Album cũng ra mắt ở vị trí quán quân tại 14 quốc gia khác, trong đó có Úc, New Zealand, Ireland, Đài Loan, Na Uy, Thụy Điển, Bỉ, Hà Lan và Phần Lan. Album cũng khởi đầu ở vị trí á quân tại Ý, Pháp và Đức.

## Danh sách bài hát
| STT              | Nhan đề                                                         | Sáng tác | Sản xuất                                          | Thời lượng |
| ---------------- | --------------------------------------------------------------- | --- | ------------------------------------------------- | ---------- |
| 1.               | "Beautiful People" (hợp tác với Khalid)                         | Edward Sheeran Khalid Robinson Karl Sandberg Karl Schuster Fred Gibson                                         | Max Martin Shellback FRED Sheeran Alex Gibson [a] | 3:17       |
| 2.               | "South of the Border" (hợp tác với Camila Cabello và Cardi B)   | Sheeran Gibson Steve McCutcheon Camila Cabello Belcalis Almanzar Jordan Thorpe                                 | Sheeran FRED Steve Mac                            | 3:24       |
| 3.               | "Cross Me" (hợp tác với Chance the Rapper và PnB Rock)          | Sheeran Gibson Chancellor Bennett Rakim Allen                                                                  | FRED                                              | 3:26       |
| 4.               | "Take Me Back to London" (hợp tác với Stormzy)                  | Sheeran Schuster Sandberg Gibson Michael Omari Jr.                                                             | Skrillex Kenny Beats FRED                         | 3:09       |
| 5.               | "Best Part of Me" (hợp tác với Yebba)                           | Sheeran Abbey Smith Benjamin Levin                                                                             | Sheeran Benny Blanco Joe Rubel                    | 4:03       |
| 6.               | "I Don't Care" (với Justin Bieber)                              | Sheeran Bieber Jason Boyd Sandberg Schuster Gibson                                                             | Martin Shellback FRED                             | 3:39       |
| 7.               | "Antisocial" (hợp tác với Travis Scott)                         | Sheeran Jacques Webster Gibson Joseph Saddler                                                                  | FRED Alex [a]                                     | 2:41       |
| 8.               | "Remember the Name" (hợp tác với Eminem và 50 Cent)             | Sheeran Schuster Sandberg Curtis Jackson Marshall Mathers Rico Wade Ray Murray Sleepy Brown Big Boi André 3000 | Sheeran Shellback Martin FRED                     | 3:27       |
| 9.               | "Feels" (hợp tác với Young Thug và J Hus)                       | Sheeran Jeffery Williams Momodou Jallow Gibson                                                                 | FRED                                              | 2:30       |
| 10.              | "Put It All on Me" (hợp tác với Ella Mai)                       | Sheeran Mai Gibson                                                                                             | FRED                                              | 3:17       |
| 11.              | "Nothing on You" (hợp tác với Paulo Londra và Dave)             | Sheeran Gibson Daniel Oviedo Cristian Salazar Londra David Omoregie                                            | FRED Sam Tsang [a]                                | 3:20       |
| 12.              | "I Don't Want Your Money" (hợp tác với H.E.R.)                  | Sheeran Anthony Jefferies Joe Reeves Gibson                                                                    | Nineteen85 FRED [b]                               | 3:24       |
| 13.              | "1000 Nights" (hợp tác với Meek Mill và A Boogie wit da Hoodie) | Sheeran Robert Williams Artist Dubose Gibson Matthew Samuels Jahaan Sweet                                      | FRED Boi-1da Sweet                                | 3:32       |
| 14.              | "Way to Break My Heart" (hợp tác với Skrillex)                  | Sheeran Sonny Moore McCutcheon                                                                                 | Skrillex Mac                                      | 3:10       |
| 15.              | "Blow" (với Bruno Mars và Chris Stapleton)                      | Sheeran Christopher Stapleton Bard McNamee Bruno Mars Brody Brown Frank Rogers Greg McKee J.T. Cure            | Mars                                              | 3:29       |
| Tổng thời lượng: | Tổng thời lượng:                                                | Tổng thời lượng:                                                                                               | Tổng thời lượng:                                  | 49:48      |

Các bài hát lẫy mẫu
- "Cross Me" chứa một đoạn nhạc mẫu từ ca khúc ngẫu hứng "Pressure" phát hành năm 2011 của XXL, trình bày bởi PnB Rock.
- "Antisocial" sử dụng một đoạn hát từ màn biểu diễn trực tiếp/danh sách bài hát của DJ Grandmaster Flash.
- "Remember the Name" chứa một đoạn nhạc mẫu từ bài hát "So Fresh, So Clean" của Outkast.

Ghi chú
- ^a  chỉ người hỗ trợ sản xuất.
- ^b  chỉ người đồng sản xuất.
- "Blow" được viết hoa toàn bộ để cách điệu.

## Xếp hạng và chứng nhận
| Bảng xếp hạng (2019)                     | Vị trí cao nhất |
| ---------------------------------------- | --------------- |
| Úc (ARIA)                                | 1               |
| Album Áo (Ö3 Austria)                    | 1               |
| Album Bỉ (Ultratop Vlaanderen)           | 1               |
| Album Bỉ (Ultratop Wallonie)             | 1               |
| Album Canada (Billboard)                 | 1               |
| Album Cộng hòa Séc (ČNS IFPI)            | 1               |
| Album Đan Mạch (Hitlisten)               | 2               |
| Album Hà Lan (Album Top 100)             | 1               |
| Album Phần Lan (Suomen virallinen lista) | 1               |
| Pháp (SNEP)                              | 2               |
| Album Đức (Offizielle Top 100)           | 2               |
| Album Hungaria (MAHASZ)                  | 1               |
| Album Ireland (IRMA)                     | 1               |
| Ý (FIMI)                                 | 2               |
| Album Nhật Bản (Oricon)                  | 6               |
| Nhật Bản Hot Albums (Billboard Japan)    | 5               |
| New Zealand (RMNZ)                       | 1               |
| Album Na Uy (VG-lista)                   | 1               |
| Album Ba Lan (ZPAV)                      | 2               |
| Album Scotland (OCC)                     | 1               |
| Tây Ban Nha (PROMUSICAE)                 | 1               |
| Thụy Điển (Sverigetopplistan)            | 1               |
| Album Thụy Sĩ (Schweizer Hitparade)      | 1               |
| Album Anh Quốc (OCC)                     | 1               |
| Album Hoa Kỳ Billboard 200               | 1               |
| Hoa Kỳ Rolling Stone 200                 | 1               |

| Bảng xếp hạng (2019)          | Vị trí |
| ----------------------------- | ------ |
| Úc (ARIA)                     | 2      |
| Áo (Ö3 Austria)               | 14     |
| Bỉ (Ultratop Flanders)        | 14     |
| Bỉ (Ultratop Wallonia)        | 43     |
| Canada (Billboard)            | 10     |
| Hà Lan (Album Top 100)        | 3      |
| Pháp (SNEP)                   | 46     |
| Đức (Offizielle Top 100)      | 8      |
| Ireland (IRMA)                | 5      |
| Ý (FIMI)                      | 46     |
| New Zealand (RMNZ)            | 2      |
| Thụy Sĩ (Schweizer Hitparade) | 10     |
| Anh Quốc (OCC)                | 2      |
| Hoa Kỳ Billboard 200          | 35     |

| Quốc gia | Chứng nhận  | Số đơn vị/doanh số chứng nhận |
| --- | ----------- | ----------------------------- |
| Úc (ARIA) | Vàng        | 35.000‡                       |
| Áo (IFPI Áo) | Vàng        | 7.500‡                        |
| Brasil (Pro-Música Brasil) | Bạch kim    | 40.000                        |
| Canada (Music Canada) | Bạch kim    | 80.000‡                       |
| Đan Mạch (IFPI Đan Mạch) | Bạch kim    | 20.000‡                       |
| Pháp (SNEP) | Vàng        | 50.000‡                       |
| Đức (BVMI) | Vàng        | 100.000‡                      |
| Hungary (Mahasz) | Vàng        | 2.000‡                        |
| Ý (FIMI) | Vàng        | 25.000‡                       |
| Hà Lan (NVPI) | Bạch kim    | 40.000‡                       |
| New Zealand (RMNZ) | 2× Bạch kim | 30.000‡                       |
| Ba Lan (ZPAV) | Vàng        | 10.000‡                       |
| Anh Quốc (BPI) | Bạch kim    | 300.000‡                      |
| Hoa Kỳ (RIAA) | Bạch kim    | 1.000.000‡                    |
| * Chứng nhận dựa theo doanh số tiêu thụ. ^ Chứng nhận dựa theo doanh số nhập hàng. ‡ Chứng nhận dựa theo doanh số tiêu thụ và phát trực tuyến. |             |                               |

## Lịch sử phát hành
| Quốc gia       | Ngày phát hành      | Định dạng                    | Nhãn hiệu       | Ng.    |
| -------------- | ------------------- | ---------------------------- | --------------- | ------ |
| Nhiều quốc gia | 12 tháng 7 năm 2019 | CD tải kỹ thuật số streaming | Asylum Atlantic | [ 83 ] |